# Conoeca mesogypsa
Conoeca mesogypsa är en fjärilsart som beskrevs av Edward Meyrick 1932. Conoeca mesogypsa ingår i släktet Conoeca och familjen säckspinnare. Inga underarter finns listade i Catalogue of Life.